# Kikuyu (stad)
För andra betydelser, se Kikuyu (olika betydelser).

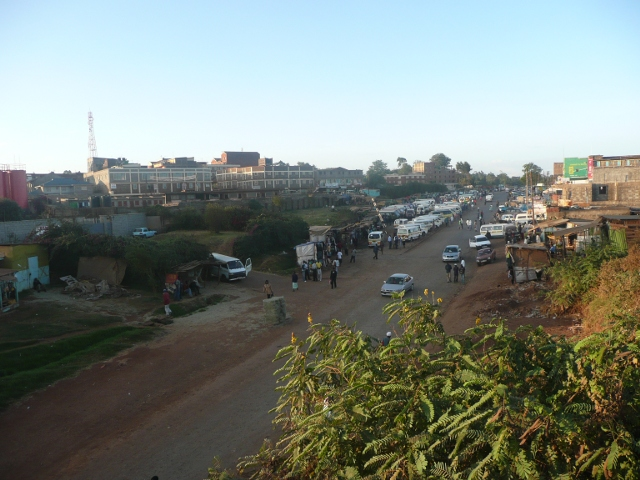
Kikuyu i januari 2009.
Foto:Thuku wa Njuguna

Kikuyu är en stad i distriktet Kiambu i provinsen Central i Kenya. Den är en snabbväxande västlig förort till Nairobi och centralorten hade 190 208 invånare vid folkräkningen 2009, med totalt 234 053 invånare inom hela stadsgränsen.
Staden ligger i traditionellt kikuyuland, och har fått sitt namn efter kikuyufolket. I staden ligger en av stationerna på Ugandiska järnvägen.